# Frédéric-Albert d'Anhalt-Bernbourg
Frédéric-Albert (15 août 1735, Bernbourg – 9 avril 1796, Ballenstedt) est prince d'Anhalt-Bernbourg de 1765 à 1796.
Seul fils du prince Victor-Frédéric d'Anhalt-Bernbourg et de sa deuxième épouse Sophie-Albertine-Frédérique de Brandebourg-Schwedt, il succède à son père à sa mort. Il rejoint le Fürstenbund en 1785.

## Descendance
Le 4 juin 1763, Frédéric-Albert épouse Louise-Albertine (21 juillet 1748 – 2 mars 1769), fille du duc Frédéric-Charles de Schleswig-Holstein-Plön. Ils ont deux enfants :
- Alexis-Frédéric-Christian (12 juin 1767 – 24 mars 1834), prince puis duc d'Anhalt-Bernbourg ;
- Pauline d'Anhalt-Bernbourg (23 février 1769 – 29 décembre 1820), épouse en 1796 le prince Léopold Ier de Lippe-Detmold.

Frédéric-Albert a également une fille naturelle :
- Auguste von Gröna (morte le 8 avril 1841), épouse Hans August von Rissing (mort le 8 avril 1841).